# Milovan Milovanović
Milovan Milovanović (właśc. Милован Миловановић, ur. 17 lutego?/1 marca 1863 w Belgradzie, zm. 18 czerwca (1 lipca) 1912 w Belgradzie) – serbski polityk i prawnik, premier rządu serbskiego w latach 1911–1912.

## Życiorys
Syn prawnika i b. ministra sprawiedliwości Đorđe Milovanovicia. Ukończył gimnazjum w Belgradzie, a następnie w 1884 studia na Uniwersytecie Paryskim. W 1888 obronił tam (jako pierwszy Serb) pracę doktorską (Les Traités de garantie au XIXe siècle), z wyróżnieniem. Po powrocie do kraju otrzymał tytuł profesora Szkoły Wyższej w Belgradzie, gdzie prowadził wykłady z prawa państwowego. W 1888 uczestniczył w pracach zespołu przygotowującego projekt nowej konstytucji. Był autorem artykułów poświęconych polityce zagranicznej i serbskiej kwestii narodowej publikowanych w czasopismach Odjek i Samouprava.

## Kariera polityczna
Działalność polityczną rozpoczął w Partii Postępowej, ale w latach 90. związał się z Partią Radykalną. W 1893 został wybrany do parlamentu i pracował w ministerstwie spraw zagranicznych. W latach 1896–1897 kierował resortem sprawiedliwości w gabinecie Đorđe Simicia. W 1897 przygotowywał umowę o stosunkach dwustronnych z Bułgarią. W 1899 wziął udział w protestach przeciwko rządom Aleksandra Obrenovicia za co został skazany na dwa lata więzienia, in absentia. Po amnestii powrócił do kraju w 1900 i wkrótce został skierowany do poselstwa serbskiego w Bukareszcie. Po powrocie objął stanowisko ministra finansów w rządach Aleksy Jovanovicia i Mihailo Vujicia. Podał się do dymisji po nieudanych próbach uzyskania pożyczek zagranicznych dla Serbii.
W 1901 wyjechał na placówkę dyplomatyczną do Rzymu, gdzie pozostał przez sześć lat. W 1907 reprezentował Serbię na Konferencji Pokojowej w Hadze. W 1908 objął stanowisko ministra spraw zagranicznych w rządzie Petara Velimirovicia, które sprawował przez pół roku. W tym czasie musiał zmierzyć się z kryzysem wywołanym aneksją Bośni i Hercegowiny przez Austro-Węgry. Podał się do dymisji 11 lutego 1909. 25 czerwca 1911 stanął na czele rządu serbskiego. Zmarł nagle, w trakcie sprawowania tej funkcji.

## Dzieła
- 1888: Les Traités de garantie au XIXe siècle, Paris.
- 1888: Naša ustavna reforma (Nasza reforma konstytucyjna), Belgrad.
- 1895: Srbi i Hrvati (Serbowie i Chorwaci), Belgrad.
- 1898: Srbi i Bugari (Serbowie i Bułgarzy), Belgrad.
- 1901: Jedan ili dva doma (Jedna czy dwie izby), Belgrad.
- 1997: Državno pravo (Prawo państwowe), Belgrad